# نواب نصیرشلال
نواب نصیرشلال (زاده ۱ آوریل ۱۹۸۹، در مسجد سلیمان) وزنه‌بردار ایرانی است، که در سن ۱۵ سالگی ورزش وزنه‌برداری را آغاز نمود و ابتدا فعالیت خود را با باشگاه شرکت نفت و گاز مسجدسلیمان آغاز کرد و از ملی‌پوشان تیم ملی وزنه‌برداری ایران در دسته ۱۰۵ کیلوگرم بود.. نصیرشلال در المپیک لندن ۲۰۱۲ صاحب مدال طلا شد.
با اعلام کمیته بین‌المللی المپیک با توجه به مثبت بودن دوپینگ وزنه‌بردار اوکراینی که قبل از این مدال طلا را در این وزن از آن خود کرده بود، طلای نواب نصیر شلال در دسته ۱۰۵ کیلوگرم المپیک لندن تأیید شد.

## زندگی‌نامه
نصیر شلال در سال ۱۳۶۸ در مسجد سلیمان متولد شد و در سال ۱۳۸۲ با خانواده به شهر اهواز مهاجرت نمود و در سال ۱۳۸۴ به عضویت تیم ملی وزنه‌برداری درآمد.به گفته وی نصیر نام یک طایفه بختیاری در ناحیه شلال در کوه‌های بختیاری در پشت دریاچه سد شهید عباسپور و غرب رودخانه کارون شهرستان اندیکا استان خوزستان است. اما نواب نصیر شلال اصالتاً از طایفه رضایی میرقائد بابادی می‌باشد و پدربزرگ ایشان به دلایلی فامیلی خود را عوض کرده‌اند. طایفه بابادی در شهر لالی ساکن هستند

## المپیک تابستانی لندن ۲۰۱۲
او در المپیک تابستانی ۲۰۱۲ لندن موفق شد با بالا بردن وزنه ۱۸۴ کیلوگرم در حرکت یکضرب و ۲۲۷ در حرکت دوضرب و در مجموع ۴۱۱ کیلوگرم به مدال طلای این مسابقات دست پیدا کند. با این مدال، ایران در این وزن، پس از ۱۲ سال (پس از مدال طلای حسین توکلی) صاحب مدال شد.

## نتایج
| سال                 | مکان                         | وزن            | یک‌ضرب (کیلوگرم) | یک‌ضرب (کیلوگرم) | یک‌ضرب (کیلوگرم) | یک‌ضرب (کیلوگرم) | دوضرب (کیلوگرم) | دوضرب (کیلوگرم) | دوضرب (کیلوگرم) | دوضرب (کیلوگرم) | مجموع          | رتبه           |
| سال                 | مکان                         | وزن            | ۱               | ۲               | ۳               | رتبه            | ۱               | ۲               | ۳               | رتبه            | مجموع          | رتبه           |
| بازی‌های المپیک      | بازی‌های المپیک               | بازی‌های المپیک | بازی‌های المپیک  | بازی‌های المپیک  | بازی‌های المپیک  | بازی‌های المپیک  | بازی‌های المپیک  | بازی‌های المپیک  | بازی‌های المپیک  | بازی‌های المپیک  | بازی‌های المپیک | بازی‌های المپیک |
| ------------------- | ---------------------------- | -------------- | --------------- | --------------- | --------------- | --------------- | --------------- | --------------- | --------------- | --------------- | -------------- | -------------- |
| ۲۰۱۲                | لندن، بریتانیا               | ۱۰۵ کیلوگرم    | ۱۸۳             | ۱۸۳             | ۱۸۴             | ۶               | ۲۲۲             | ۲۲۷             | ۲۲۹             | ۲               | ۴۱۱            | 1              |
| قهرمانی جهان        |                              |                |                 |                 |                 |                 |                 |                 |                 |                 |                |                |
| ۲۰۱۱                | پاریس، فرانسه                | ۱۰۵ کیلوگرم    | ۱۷۵             | ۱۸۰             | ۱۸۵             | ۷               | ۲۱۱             | ۲۱۱             | ۲۲۳             | ۵               | ۴۰۳            | ۶              |
| ۲۰۱۵                | هیوستون، ایالات متحده آمریکا | ۱۰۵ کیلوگرم    | ۱۸۱             | ۱۸۱             | ۱۸۶             | ۶               | ۲۲۰             | ۲۲۳             | ۲۲۶             | --              | --             | --             |
| بازی‌های آسیایی      |                              |                |                 |                 |                 |                 |                 |                 |                 |                 |                |                |
| ۲۰۱۴                | اینچئون، کره جنوبی           | ۱۰۵ کیلوگرم    | ۱۷۶             | ۱۸۱             | ۱۸۴             | ۳               | ۲۱۷             | ۲۱۹             | ۲۱۹             | --              | --             | --             |
| قهرمانی آسیا        |                              |                |                 |                 |                 |                 |                 |                 |                 |                 |                |                |
| ۲۰۰۷                | تائی‌یوان، جمهوری خلق چین     | ۹۴ کیلوگرم     | ۱۵۴             |                 |                 | 3               | ۱۹۱             |                 |                 | ۶               | ۳۴۵            | ۴              |
| ۲۰۰۹                | تالدی‌قورغان، قزاقستان        | ۹۴ کیلوگرم     | ۱۶۴             | ۱۶۹             | ۱۷۱             | ۵               | ۱۹۷             | ۱۹۷             | ۲۰۷             | 2               | ۳۷۶            | 3              |
| ۲۰۱۲                | پیونگتائک، کره جنوبی         | ۱۰۵ کیلوگرم    | ۱۸۳             | ۱۸۳             | ۱۸۷             | 1               | ۲۲۵             | ۲۲۵             | ۲۲۵             | --              | --             | --             |
| قهرمانی جوانان جهان |                              |                |                 |                 |                 |                 |                 |                 |                 |                 |                |                |
| ۲۰۰۶                | هانگژو، جمهوری خلق چین       | ۹۴ کیلوگرم     | ۱۵۱             | ۱۵۶             | ۱۵۸             | ۷               | ۱۸۳             | ۱۸۹             | ۱۹۴             | ۵               | ۳۵۰            | ۵              |
| ۲۰۰۷                | پراگ، جمهوری چک              | ۹۴ کیلوگرم     | ۱۵۶             | ۱۶۱             | ۱۶۴             | 3               | ۱۹۳             | ۱۹۸             | ۲۰۳             | ۴               | ۳۵۴            | 3              |
| ۲۰۰۸                | کالی، کلمبیا                 | ۹۴ کیلوگرم     | ۱۶۴             | ۱۷۱             | ۱۷۴             | 3               | ۱۹۴             | ۱۹۹             | ۲۱۱             | 3               | ۳۶۳            | 3              |